# کری کولبی
کری کولبی (به انگلیسی: Kerri Colby) (زاده ۳۰ ژوئیهٔ ۱۹۹۶) زن‌پوش مریکایی است.
او یک زن ترنس است.